# Bauknecht-Author/Saison 2013
Dieser Artikel listet Erfolge und Fahrer des Radsportteams Bauknecht-Author in der Saison 2013 auf.

## Zugänge – Abgänge
| Zugänge            | Team 2012 | Abgänge      | Team 2013             |
| ------------------ | --------- | ------------ | --------------------- |
| Tomáš Kalojiros    | Neoprofi  | Matej Jurčo  | Dukla Trenčín Trek    |
| Josef Manoušek     | Neoprofi  | Joshua Prete | Team Budget Forklifts |
| Thomas Zechmeister | Neoprofi  | Jakub Večeřa | Unbekannt             |

## Mannschaft
| Name               | Geburtstag         | Nationalität |
| ------------------ | ------------------ | ------------ |
| Tomáš Bucháček     | 7. März 1978       | Tschechien   |
| Tomáš Danačík      | 24. Oktober 1990   | Tschechien   |
| David Dvorský      | 11. Juni 1992      | Tschechien   |
| Josef Hošek        | 23. Dezember 1991  | Tschechien   |
| Jiří Hudeček       | 19. Mai 1986       | Tschechien   |
| Tomáš Kalojiros    | 3. August 1994     | Tschechien   |
| Stanislav Kozubek  | 9. Juni 1980       | Tschechien   |
| Josef Manoušek     | 23. September 1991 | Tschechien   |
| František Padour   | 19. Januar 1988    | Tschechien   |
| Jiří Polnický      | 16. Dezember 1989  | Tschechien   |
| Thomas Zechmeister | 30. Juni 1993      | Tschechien   |